# Ermita de Santa Catalina (Mundaca)

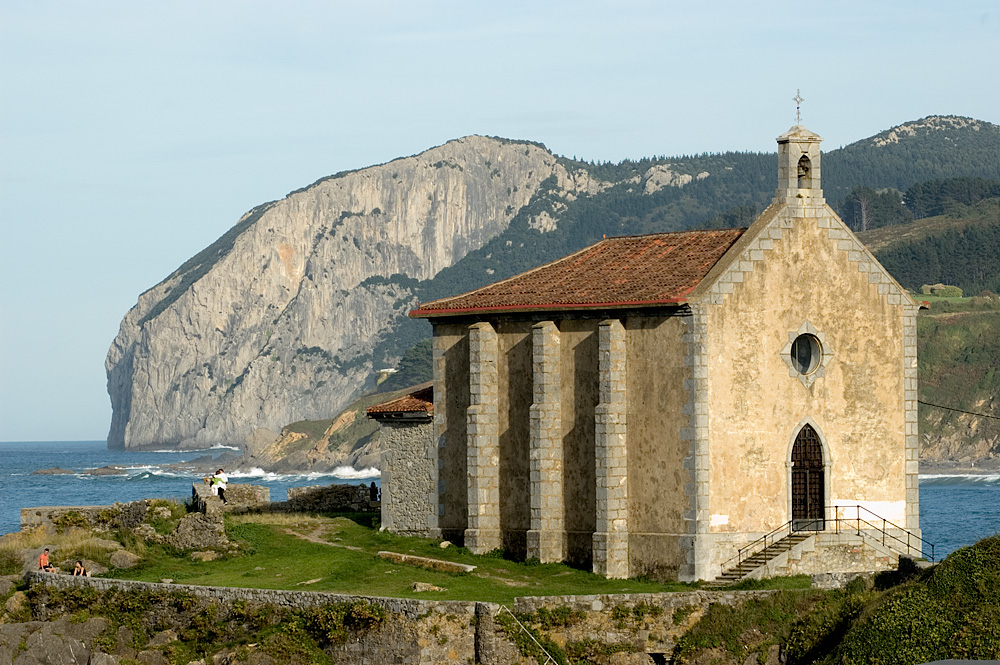
Vista de la ermita.

La Ermita de Santa Catalina es una ermita ubicada en el municipio vizcaíno de Mundaca.
Está ubicada en una pequeña península con el mismo nombre, en un paraje con alto valor geoestratégico debido a su buena visibilidad y a su fácil defensa. El templo actual data de 1879, cuando fue reedificado, pero desde la Edad Media se ha utilizado como lugar de reuniones, hospital en épocas de epidemias e, incluso, como fortín defensivo.
A pesar de las diversas reedificaciones, debidas en buena medida a que por su ubicación la ermita sufre constantemente los efectos de los temporales, el edificio mantiene un estilo de transición entre el gótico y el renacimiento. Por otro lado, desde el plano histórico también hay que prestar atención a las murallas que rodean al edificio, que datan también de la época en la que fue reedificado.
En la actualidad se trata de uno de los elementos con más atracción turística del municipio, y así se indica en diversos apartados de la web municipal. Además, los habitantes de la localidad celebran cada 25 de noviembre una jornada festiva en honor a Santa Catalina en las inmediaciones del edificio y en su interior.